# Morti nel 2009/Marzo
| Questa pagina contiene informazioni ricavate automaticamente dalle voci biografiche con l'ausilio del template Bio e di un bot. L'aggiornamento è periodico e automatico e ricostruisce completamente la pagina. Se manca una persona in questa lista, sei pregato di non aggiungerla, ma accertati piuttosto che la sua voce biografica contenga il template Bio e che i dati anagrafici siano correttamente compilati. Se il template Bio manca, inseriscilo tu stesso o, in alternativa, metti l'avviso {{tmp\|Bio}} che ne segnala la mancanza. Se i dati riportati sono sbagliati, correggi direttamente la voce biografica; le modifiche saranno visibili in questa lista entro pochi giorni. Per chiarimenti vedi il progetto biografie. La lista contiene solo le 157 persone che sono citate nell'enciclopedia e per le quali è stato implementato correttamente il template Bio. Pagina aggiornata al 18 ago 2025. |

- 1º marzo - Robert Haggiag, produttore cinematografico italiano (n. 1913)
- 1º marzo - Kenneth Henry, pattinatore di velocità su ghiaccio statunitense (n. 1929)
- 1º marzo - Takashi Ishimoto, nuotatore giapponese (n. 1935)
- 1º marzo - Paolo Maffei, astrofisico italiano (n. 1926)
- 1º marzo - Corey Smith, giocatore di football americano statunitense (n. 1979)
- 1º marzo - Batista Tagme Na Waie, politico e generale guineense (n. 1949)
- 2 marzo - Halit Balamir, lottatore turco (n. 1922)
- 2 marzo - Paolo Farinetti, partigiano, imprenditore e politico italiano (n. 1922)
- 2 marzo - Chris Finnegan, pugile britannico (n. 1944)
- 2 marzo - Jacob Schwartz, matematico e informatico statunitense (n. 1930)
- 2 marzo - Carlos Sosa, calciatore e allenatore di calcio argentino (n. 1919)
- 2 marzo - João Bernardo Vieira, politico e militare guineense (n. 1939)
- 3 marzo - Sydney Chaplin, attore statunitense (n. 1926)
- 3 marzo - Flemming Flindt, ballerino, coreografo e direttore artistico danese (n. 1936)
- 3 marzo - Bogdan Jerković, regista, direttore artistico e docente croato (n. 1925)
- 4 marzo - Martin Doughty, ambientalista britannico (n. 1949)
- 4 marzo - Bruno Étienne, sociologo, politologo e islamista francese (n. 1937)
- 4 marzo - Horton Foote, drammaturgo e sceneggiatore statunitense (n. 1916)
- 4 marzo - Vito Maurogiovanni, giornalista, scrittore e sceneggiatore italiano (n. 1924)
- 4 marzo - George McAfee, giocatore di football americano statunitense (n. 1918)
- 4 marzo - Harry Parkes, calciatore inglese (n. 1920)
- 4 marzo - Salvatore Samperi, regista e sceneggiatore italiano (n. 1944)
- 4 marzo - Jim Tillman, cestista statunitense (n. 1946)
- 5 marzo - Valerij Brošin, allenatore di calcio e calciatore turkmeno (n. 1962)
- 5 marzo - Vincenzo Tusa, archeologo italiano (n. 1920)
- 6 marzo - Silvio Cesare Bonicelli, vescovo cattolico italiano (n. 1932)
- 6 marzo - Pierluigi Ciriaci, regista italiano (n. 1946)
- 6 marzo - Marquis Cooper, giocatore di football americano statunitense (n. 1982)
- 6 marzo - Francis Magalona, rapper, cantautore e attore filippino (n. 1964)
- 6 marzo - Kenny McIntosh, cestista statunitense (n. 1949)
- 6 marzo - Henri Pousseur, compositore belga (n. 1929)
- 7 marzo - Vittorio Blandino, partigiano italiano (n. 1924)
- 7 marzo - Jimmy Boyd, attore e cantante statunitense (n. 1939)
- 7 marzo - André Casanova, compositore francese (n. 1919)
- 7 marzo - Edouard Ndeki, calciatore camerunese (n. 1976)
- 7 marzo - Tullio Pinelli, scrittore, sceneggiatore e drammaturgo italiano (n. 1908)
- 7 marzo - Francesco Zagatti, calciatore e allenatore di calcio italiano (n. 1932)
- 7 marzo - Anton Šoch, calciatore e allenatore di calcio kazako (n. 1960)
- 8 marzo - Hank Locklin, cantante statunitense (n. 1918)
- 8 marzo - Anna Manahan, attrice irlandese (n. 1924)
- 8 marzo - Francesco Ogliari, storico, museologo e politico italiano (n. 1931)
- 8 marzo - Zbigniew Religa, cardiochirurgo e politico polacco (n. 1938)
- 9 marzo - Clelia Sarnelli Cerqua, arabista e islamista italiana (n. 1924)
- 9 marzo - Hanne Darboven, artista tedesca (n. 1941)
- 9 marzo - Eddie Lowe, calciatore e allenatore di calcio inglese (n. 1925)
- 10 marzo - Derek Benfield, attore e drammaturgo britannico (n. 1929)
- 10 marzo - Martti Karvonen, medico, fisiologo e epidemiologo finlandese (n. 1918)
- 10 marzo - Igor' Vorončichin, fondista sovietico (n. 1938)
- 11 marzo - Jim Hayes, cestista statunitense (n. 1948)
- 11 marzo - Grady Lewis, cestista e allenatore di pallacanestro statunitense (n. 1917)
- 11 marzo - Armando Serlupini, allenatore di calcio e calciatore italiano (n. 1926)
- 11 marzo - Antonio Slavich, psichiatra e politico italiano (n. 1935)
- 11 marzo - Laura Toscano, sceneggiatrice e scrittrice italiana (n. 1944)
- 12 marzo - Leonore Annenberg, filantropa e diplomatica statunitense (n. 1918)
- 12 marzo - John Foster, filosofo britannico (n. 1941)
- 12 marzo - Georges Moret, cestista svizzero (n. 1912)
- 12 marzo - Michele Provinciali, designer italiano (n. 1921)
- 12 marzo - Ziaeddin Shademan, cestista e politico iraniano (n. 1923)
- 13 marzo - Dominique Aveline, attore pornografico francese (n. 1940)
- 13 marzo - Betsy Blair, attrice statunitense (n. 1923)
- 13 marzo - Anne Brown, soprano statunitense (n. 1912)
- 13 marzo - Bill Davidson, imprenditore e dirigente sportivo statunitense (n. 1922)
- 13 marzo - Olindo Del Donno, politico e presbitero italiano (n. 1912)
- 13 marzo - James Purdy, scrittore statunitense (n. 1914)
- 13 marzo - Test, wrestler canadese (n. 1975)
- 14 marzo - Alain Bashung, cantautore e attore francese (n. 1947)
- 14 marzo - Édith Bongo, first lady gabonese (n. 1964)
- 14 marzo - Altovise Davis, attrice statunitense (n. 1943)
- 14 marzo - Millard Kaufman, sceneggiatore e scrittore statunitense (n. 1917)
- 14 marzo - Ugo Longo, dirigente sportivo italiano (n. 1941)
- 14 marzo - Dante Moro, scultore italiano (n. 1933)
- 15 marzo - Paulo Eduardo Andrade Ponte, arcivescovo cattolico brasiliano (n. 1931)
- 15 marzo - Omar Arrestia, cestista e allenatore di pallacanestro uruguaiano (n. 1947)
- 15 marzo - Edmund Hockridge, baritono e attore teatrale canadese (n. 1919)
- 15 marzo - Gunnar Karlsson-Tjörnebo, siepista svedese (n. 1927)
- 15 marzo - Jack Lawrence, cantautore statunitense (n. 1912)
- 15 marzo - Ron Silver, attore e regista statunitense (n. 1946)
- 15 marzo - Alan Suddick, calciatore inglese (n. 1944)
- 16 marzo - Raffaele Giura Longo, politico e storico italiano (n. 1935)
- 16 marzo - Nicholas Henderson, diplomatico e scrittore inglese (n. 1919)
- 16 marzo - Lucio Mandarà, sceneggiatore italiano (n. 1923)
- 17 marzo - Edith Hahn Beer, scrittrice austriaca (n. 1914)
- 17 marzo - Clodovil Hernandes, stilista, conduttore televisivo e politico brasiliano (n. 1937)
- 18 marzo - Gianni Giansanti, fotografo italiano (n. 1956)
- 18 marzo - Rita Lejeune, filologa belga (n. 1906)
- 18 marzo - Natasha Richardson, attrice britannica (n. 1963)
- 19 marzo - Ion Dolănescu, cantante e politico rumeno (n. 1944)
- 19 marzo - Ezio Flagello, basso statunitense (n. 1931)
- 19 marzo - Gertrud Fussenegger, scrittrice austriaca (n. 1912)
- 19 marzo - Harry Harris, regista televisivo statunitense (n. 1922)
- 19 marzo - Nicola Lalli, psichiatra e psicologo italiano (n. 1938)
- 19 marzo - Ine Schäffer, pesista e discobola austriaca (n. 1923)
- 20 marzo - Mel Brown, chitarrista statunitense (n. 1939)
- 20 marzo - Abdellatif Filali, politico marocchino (n. 1928)
- 20 marzo - Project Itoh, scrittore giapponese (n. 1974)
- 20 marzo - Pierre Skawinski, velocista francese (n. 1912)
- 21 marzo - Giuseppe Bonaviri, scrittore e poeta italiano (n. 1924)
- 21 marzo - Emilio Bonci, calciatore italiano (n. 1928)
- 21 marzo - John Cater, attore britannico (n. 1932)
- 21 marzo - Mario De Donà, designer italiano (n. 1924)
- 21 marzo - John Franklyn-Robbins, attore e doppiatore britannico (n. 1924)
- 21 marzo - Joseph Jasgur, fotografo statunitense (n. 1919)
- 21 marzo - Genoveva Matute, scrittrice filippina (n. 1915)
- 21 marzo - Pietro Padula, politico e avvocato italiano (n. 1934)
- 21 marzo - Mohit Sharma, militare indiano (n. 1978)
- 22 marzo - Jade Goody, personaggio televisivo britannico (n. 1981)
- 22 marzo - Howard Komives, cestista e allenatore di pallacanestro statunitense (n. 1941)
- 22 marzo - Freddie Mwila Junior, calciatore zambiano (n. 1974)
- 23 marzo - Ernesto Caroli, presbitero e religioso italiano (n. 1917)
- 23 marzo - Ghoukas Choubarian, scultore armeno (n. 1923)
- 23 marzo - Francesco Lisi, giornalista italiano (n. 1926)
- 23 marzo - Raúl Macías, pugile e attore messicano (n. 1934)
- 23 marzo - Giovanni Papini, allenatore di pallacanestro italiano (n. 1951)
- 23 marzo - Lloyd Ruby, pilota automobilistico statunitense (n. 1928)
- 24 marzo - Heinz von Cramer, scrittore, regista e sceneggiatore tedesco (n. 1924)
- 24 marzo - George Kell, giocatore di baseball statunitense (n. 1922)
- 24 marzo - Hans Klenk, pilota automobilistico tedesco (n. 1919)
- 24 marzo - Luigino Scricciolo, giornalista, politico e sindacalista italiano (n. 1948)
- 24 marzo - Igor' Stel'nov, hockeista su ghiaccio e allenatore di hockey su ghiaccio sovietico (n. 1963)
- 25 marzo - Zvest Apollonio, pittore e scenografo sloveno (n. 1935)
- 25 marzo - Yukio Endō, ginnasta giapponese (n. 1937)
- 25 marzo - Luciano Michetti Ricci, giornalista e regista italiano (n. 1929)
- 25 marzo - Giovanni Parisi, pugile italiano (n. 1967)
- 26 marzo - Arne Bendiksen, cantante norvegese (n. 1926)
- 26 marzo - Giuseppe Burtone, militare, partigiano e politico italiano (n. 1920)
- 26 marzo - Glauco Cataldo, compositore e direttore d'orchestra italiano (n. 1920)
- 26 marzo - Ed Earle, cestista statunitense (n. 1927)
- 26 marzo - Tao Kiang, astronomo cinese (n. 1929)
- 26 marzo - John Mayhew, batterista britannico (n. 1947)
- 26 marzo - Shane McConkey, sciatore e base jumper canadese (n. 1969)
- 26 marzo - Emilio Nessi, giornalista italiano (n. 1949)
- 26 marzo - Griselda Álvarez, politica, scrittrice e attivista messicana (n. 1913)
- 27 marzo - Anna Maria Mammoliti, attivista, giornalista e editrice italiana (n. 1944)
- 28 marzo - Pier Emilio Bassi, pianista, compositore e direttore d'orchestra italiano (n. 1920)
- 28 marzo - Janet Jagan, politica guyanese (n. 1920)
- 28 marzo - Maurice Jarre, musicista e compositore francese (n. 1924)
- 28 marzo - Giulio Macchi, regista, autore televisivo e conduttore televisivo italiano (n. 1918)
- 28 marzo - Ugo Martinat, politico italiano (n. 1942)
- 28 marzo - Renata Mauro, cantante, conduttrice televisiva e attrice italiana (n. 1934)
- 28 marzo - Ranko Munitić, storico dell'arte, sceneggiatore e giornalista jugoslavo (n. 1943)
- 28 marzo - Vincenzo Rappa, imprenditore italiano (n. 1922)
- 28 marzo - Edilio Tarantino, annunciatore televisivo e giornalista italiano (n. 1920)
- 28 marzo - Donald Thobega, calciatore botswano (n. 1979)
- 29 marzo - Vladimir Fedotov, allenatore di calcio e calciatore sovietico (n. 1943)
- 29 marzo - Andy Hallett, cantante e attore statunitense (n. 1975)
- 29 marzo - John H. Holm, fumettista statunitense (n. 1922)
- 29 marzo - Helen Levitt, fotografa e regista statunitense (n. 1913)
- 30 marzo - Jim Benedek, allenatore di calcio e calciatore ungherese (n. 1941)
- 30 marzo - Maria Curcio, pianista e musicologa italiana (n. 1920)
- 30 marzo - Sulim Jamadaev, militare russo (n. 1973)
- 30 marzo - Andrea Mead Lawrence, sciatrice alpina e ambientalista statunitense (n. 1932)
- 30 marzo - Jackie Pretorius, pilota automobilistico sudafricano (n. 1934)
- 30 marzo - Loras Joseph Watters, vescovo cattolico statunitense (n. 1915)
- 31 marzo - Raúl Ricardo Alfonsín, politico argentino (n. 1927)
- 31 marzo - Hong Song-nam, politico nordcoreano (n. 1929)
- 31 marzo - Enea Masiero, calciatore e allenatore di calcio italiano (n. 1933)
- 31 marzo - Beppe Quirici, musicista e produttore discografico italiano (n. 1954)